# Eutiques
Eutiques (en griego: Ἐυτύχης, en pronunciación bizantina /ɛf'tyçis/, antes de 378-c. 454) fue un monje griego, iniciador de la creencia monofisita. Nació probablemente en Constantinopla; muy joven aún, se hizo monje en la capital, donde tuvo como maestro a un cierto Máximo, adversario declarado del nestorianismo. En esta educación recibida se deben buscar las raíces de su odio contra el difisismo (dos naturalezas) cristológico. Ordenado sacerdote, y elegido luego higúmeno (superior) de su monasterio, comenzó a participar activamente en las discusiones doctrinales de su tiempo.

## Eutiques y el sínodo de Constantinopla
Hacia el 440, se convierte en la figura más notable del monofisismo bizantino. Su prestigio aumentó cuando en el 441 subió al poder el eunuco Crisapio, a quien él había conferido el bautismo. Abusando de esta amistad, comenzó a atacar a todos los que parecían sospechosos de nestorianismo, sin perdonar a eminentes obispos y doctores orientales, tales como Teodoreto de Ciro, Ibas de Edesa y al mismo Domno de Antioquía. El 8 de noviembre de 448, en un sínodo regional en Constantinopla presidido por el patriarca Flaviano, Eusebio de Dorilea, uno de los primeros que había denunciado públicamente los errores de Nestorio, acusó a Eutiquio de herejía. El sínodo, tras vacilantes resoluciones influidas por acontecimientos políticos, terminó condenando a Eutiquio como hereje.

## Doctrina
Es muy difícil saber con precisión cuál ha sido la doctrina cristológica que profesaba Eutiquio, debido a que ninguno de sus escritos ha llegado hasta hoy día. Tradicionalmente se le ha considerado como el padre del monofisismo real, es decir, el que considera una única naturaleza en Cristo, después de la unión de la divinidad con la humanidad; y esto no solo en las formulaciones, sino en la realidad misma. Por eso, esta forma de monofisismo se ha llamado eutiquiana.